# Birt Acres
Birt Acres est un réalisateur, directeur de la photographie, producteur et inventeur britannique, d'origine américaine, né le 23 juillet 1854 à Richmond, en Virginie, et mort à Londres le 27 décembre 1918.

## Biographie
Né aux États-Unis de parents anglais, Birt Acres se retrouve orphelin pendant la guerre de Sécession. Il part alors en Angleterre où il se fait embaucher dans une fabrique de matériel photographique, la Royal Photographic Society. En 1893, il invente un appareil muni de plaques à exposition rapide avec lequel il photographie les nuages. En 1895, après avoir vu les premiers films réalisés par William Kennedy Laurie Dickson avec le Kinétographe imaginé par Thomas Edison, il construit une machine pour enregistrer des images photographiques en mouvement, le Kineopticon, l'une des premières caméras de cinéma (avec le Cinématographe des frères Lumière inventé au cours de la même année). Contrairement au Kinétographe qui est actionné par un moteur électrique nécessitant un branchement sur le secteur, le Kineopticon est entraîné par une manivelle, comme le Cinématographe.
Avec Robert W. Paul, qui est le premier réalisateur et producteur de cinéma britannique, il filme des événements en extérieurs tels que le Derby en Angleterre ou l'ouverture du canal de Kiel en Allemagne. Pour regarder les films ainsi obtenus, les deux hommes utilisent le Kinétoscope d'Edison à visionnement individuel, que Robert W. Paul, profitant de l'absence de brevet international de cette machine, contrefait et vend à grande échelle. Le succès du Cinématographe Lumière oblige Birt Acres à modifier son invention pour en faire également, à l'instar de la machine lyonnaise, non seulement un appareil de prise de vues, mais aussi un appareil de projection. Après plusieurs films, un désaccord le sépare de Robert W. Paul et il s'intéresse alors davantage à l'invention scientifique qu'au spectacle. Il continue jusqu'à la fin de ses jours à expérimenter de nouvelles techniques de prise de vues et de prise de son,.

## Filmographie

### comme réalisateur
- 1895 : Tom Merry, Lightning Cartoonist
- 1895 : Smith and Machinery at Work
- 1895 : Shoeblack at Work in a London Street
- 1895 : Mer démontée à Douvres (Rough Sea at Dover)
- 1895 : The Oxford and Cambridge University Boat Race
- 1895 : Opening of the Kiel Canal
- 1895 : The German Emperor Reviewing His Troops
- 1895 : The Derby
- 1895 : Charge of the Uhlans
- 1895 : The Arrest of a Pickpocket
- 1895 : Tom Merry, Lightning Cartoonist 2
- 1896 : A Surrey Garden
- 1896 : Pierrot and Pierrette
- 1896 : Landing at Low Tide
- 1896 : Golfing Extraordinary, Five Gentlemen
- 1896 : Dancing Girls
- 1896 : Boxing Match; or, Glove Contest
- 1896 : The Boxing Kangaroo
- 1897 : An Unfriendly Call
- 1897 : Henley Regatta

### comme Directeur de la photographie
- 1895 : Tom Merry, Lightning Cartoonist
- 1895 : Smith and Machinery at Work
- 1895 : Shoeblack at Work in a London Street
- 1895 : Rough Sea at Dover
- 1895 : The Oxford and Cambridge University Boat Race
- 1895 : Opening of the Kiel Canal
- 1895 : The Derby
- 1895 : Charge of the Uhlans

### comme producteur
- 1895 : Smith and Machinery at Work
- 1895 : Shoeblack at Work in a London Street
- 1895 : Rough Sea at Dover
- 1895 : The Oxford and Cambridge University Boat Race
- 1895 : Opening of the Kiel Canal
- 1895 : The Derby
- 1900 : Briton vs. Boer